# Pantydia
Pantydia là một chi bướm đêm thuộc họ Erebidae.

## Loài
- Pantydia canescens Walker, 1869
- Pantydia capistrata Lucas, 1894
- Pantydia diemeni Guenee, 1852
- Pantydia metaphaea Hampson, 1912
- Pantydia metaspila Walker, [1858]
- Pantydia sparsa Guenée, 1852